# 成川 (福島市)
成川（なりかわ）は、福島県福島市の大字である。郵便番号は960-1108。

## 地理
福島市南西部の信夫地域に属し、地区内北部に位置する。北で吉倉と、東から南にかけて大森と、南で下鳥渡、上鳥渡と、西から北にかけ佐倉下とそれぞれ隣接する。概ね市町村制施行以前の旧成川村域を範囲とする。地区を東西に国道115号、及びその旧道が貫き、それぞれの沿線に家屋や商業、工業施設が連なるほか、南東部、北西部では水田が広がる。上町に所在する福島警察署及び上鳥渡に所在する福島南消防署信夫分署がそれぞれ管轄にあたる。

### 主な字
- 赤沢
- 石田
- 上ノ台
- 後田
- 門屋敷
- 上谷地
- 川原田
- 神崎
- 杵清水
- 金田
- 久保
- 車下
- 源太屋敷
- 国玉
- 五反田
- 久保前
- 上人前
- 地蔵前
- 下釜
- 下畑

- 台
- 台田
- 調地田
- 戸ノ内
- 富田
- 土部
- 土腐
- 陀羅田
- 仲川原
- 仲ノ内
- 鍋谷地
- 成田口
- 西谷地
- 這松
- 半夏田
- 馬場
- 古屋敷
- 平田石
- 前田
- 道下

- 宮内
- 谷地
- 六反田

## 歴史
- 1871年（明治4年）12月25日 - 上成田村、中成田村、下成田村が統合され成田村となる。
- 1876年（明治9年） - 成田村と赤川村が統合され、成川村となる。
- 1889年（明治22年）4月1日 - 町村制の施行により信夫郡大森村が発足。旧成川村域は大森村の大字となる。
- 1892年（明治25年）7月21日 - 当地を含む大森村の一部が分立し鳥川村が発足し、鳥川村の大字となる。
- 1955年（昭和30年）3月1日 - 鳥川村が合併により信夫村となり、信夫村の大字となる。
- 1965年（昭和40年）6月1日 - 信夫村が福島市に編入され、福島市の大字となる。

## 世帯数と人口
2022年（令和4年）3月31日現在の世帯数と人口は以下の通りである。
| 大字 | 世帯数  | 人口   |
| ---- | ------- | ------ |
| 成川 | 690世帯 | 1649人 |

## 小・中学校の学区
市立小・中学校に通う場合、学区は以下の通りとなる。
| 番地 | 小学校               | 中学校             |
| --- | -------------------- | ------------------ |
| 字仲ノ内、鍋谷地、調地田、這松、久保、馬場 門屋敷、車下、台、道下、久保前、富田 台田、平田石、下畑、土腐、下釜、赤沢 赤谷地、陀羅田、宮内、地蔵前、源太屋敷 | 福島市立吉井田小学校 | 福島市立信夫中学校 |
| 上記を除く全域 | 福島市立鳥川小学校   | 福島市立信夫中学校 |

## 交通

### 鉄道
域内に鉄道施設は存在しない。

### 道路
- 東北自動車道
  - 福島西インターチェンジ
- 国道13号福島西道路
- 国道115号福島西バイパス
- 福島市道25号南沢又大森線
- 福島市道70605号南町佐倉下線（旧国道115号）

### バス
高速バス
- （福島駅・仙台空港方面） - 福島西インター - （いわき・若松・新宿方面）
  - あぶくま号（新宿 - 福島）
  - 福島 - いわき線
  - 仙台空港 - 福島 - 会津若松線

福島交通路線バス
- （福島駅方面） - 戸ノ内 - 五反田 - 成木 - （荒井方面）
  - 土湯
  - 南東北病院経由土湯
  - 荒井
- （福島駅方面） - 西谷地 - 神崎 - （佐原方面）
- 佐原
- 佐原経由四季の里

## 施設
- 板倉病院
- スズキアリーナ福島西
- チサンイン 福島西インター
- さがみ典礼 福島西斎場
- ネッツトヨタ福島 福島西インター店
- 三島神社
- 国玉神社
- 天神社
- 成田薬師堂